# خورخي فيلازكيز
خورخي فيلازكيز (بالإسبانية: Jorge Velázquez)‏ هو لاعب كرة قدم أرجنتيني في مركز الوسط، ولد في 7 سبتمبر 1982 في فيرا ‏ في الأرجنتين. لعب مع نادي أتليتيكو بيلغرانو ويونيون دي سانتا في.

## وصلات خارجية
- خورخي فيلازكيز على موقع قاعدة بيانات كرة القدم.إي يو (الإنجليزية)
- خورخي فيلازكيز على موقع Soccerway.com (الإنجليزية)